# Крижан, Тина
Тина Крижан (словен. Tina Križan; род. 18 марта 1974, Марибор) — словенская профессиональная теннисистка, специалист по игре в парах. Победительница 6 турниров WTA, член сборной Словении в Кубке Федерации и Олимпийских играх.

## Спортивная карьера
Тина Крижан начала играть в теннис с семи лет. В неполные 16 лет дошла до полуфинала турнира ITF в Мельбурне, где проиграла хозяйке корта Николь Пратт. До конца 1990 года повторила этот результат ещё по разу в одиночном и парном разрядах. В 1992 году, с началом выступлений сборной суверенной Словении в Кубке Федерации Тина была приглашена в её состав и принесла команде шесть очков в четырёх матчах прежде, чем проиграть в полуфинале I европейско-африканской группы две встречи (в одиночном и парном разрядах) соперницам из ЮАР. В июле того же года она выиграла в Дармштадте в паре с Николь Арендт свой первый турнир ITF, победив по ходу вторую и третью сеяные пары. В конце того же месяца Крижан и Карин Лушнич проиграли во втором круге европейской олимпийской квалификации соперницам из Румынии, но тем не менее попали на Олимпиаду в Барселоне как «счастливые неудачницы». Там, однако, их в первом же круге вывели из борьбы швейцарки Мануэла Малеева-Франьер и Эмануэла Зардо.
Выход в третий круг турнира WTA в Бирмингеме в 1994 году позволил Крижан приблизиться вплотную к первой сотне рейтинга в одиночном разряде, а в начале следующего года, пробившись в полуфинал турнира в Джакарте, она поднялась в рейтинге до 95-го места. Крижан стала первой после выступавшей за федеративную Югославию Мимы Яушовец теннисисткой из Словении, которой удалось войти в первую сотню рейтинга WTA. После серии неудачных выступлений в середине сезона она ещё раз пробилась в полуфинал турнира WTA — теперь в Сурабае Однако именно с этого года основное внимание в своей карьере Крижан стала уделять выступлениям в парах, именно в Сурабае выиграв первый в карьере парный турнир WTA. В конце следующего года она добавила к этой победе два поражения в финалах, обыграв за два турнира три посеянных пары, и завершила его на 80-м месте в рейтинге теннисисток в парном разряде.
Проведя сезон 1997 года в поисках постоянной партнёрши, в начале следующего года Крижан составила пару с другой словенской теннисисткой — Катариной Среботник. В феврале и марте Крижан и Среботник побывали в финалах двух турниров-двадцатипятитысячников ITF (одна победа), а в апреле выиграли второй за карьеру Тины турнир WTA в хорватской Макарске. К концу года Крижан не только вернулась в сотню сильнейших теннисисток в парном разряде, но и поднялась в рейтинге до 73-го места. За следующие три года они со Среботник завоевали ещё три титула и шесть раз проигрывали в финалах — в том числе в Открытом чемпионате Канады 2001 года (турнире WTA высшей категории), где в полуфинале обыграли Мартину Навратилову и Аранчу Санчес. Почти сразу после этого они пробились в четвертьфинал Открытого чемпионата США, а в 2002 году повторили этот результат на Открытом чемпионате Австралии и Уимблдонском турнире, пройдя соответственно пятую и шестую пары этих турниров. Успех на турнирах Большого шлема позволил Крижан в марте 2002 года войти в двадцатку сильнейших парных игроков, а в конце года словенская пара приняла участие в итоговом турнире WTA, куда приглашаются только сильнейшие игроки в одиночном и парном разрядах. Там, однако, Крижан и Среботник проиграли в первом же круге будущим чемпионкам — Елене Дементьевой и Жанетте Гусаровой. В дополнение к личным достижениям Крижан со Среботник помогла сборной Словении впервые в истории команды пробиться в Мировую группу Кубка Федерации.
В 2003 году Крижан со Среботник проиграли в матче первого круга Мировой группы Кубка Федерации соперницам из Аргентины, но к этому моменту словенская сборная усилиями Среботник и Тины Писник в одиночном разряде уже обеспечила себе выход в четвертьфинал — её высшее достижение за всё время существования. Для Крижан, однако, это поражение стало лишь эпизодом наметившегося спада в их совместных выступлениях со Среботник, и в единственном за сезоне финале с участием Тины её партнёршей была не Катарина, а украинка Татьяна Перебийнис. К середине 2004 года выступления со Среботник стали перемежаться у Крижан с играми в паре с итальянской теннисисткой Татьяной Гарбин. Так, если свои третьи Олимпийские игры она провела со Среботник (проиграв, как и в два предыдущих раза, в первом круге), то следующий прямо за ними Открытый чемпионат США уже играла с Гарбин, дойдя с ней до третьего круга. Именно с Гарбин Тина выиграла в начале 2005 года в Канберре свой последний турнир WTA, а через месяц дошла до полуфинала турнира II категории WTA в Париже. В дальнейшем она вновь начала часто менять партнёрш, но ни с одной не добивалась высоких результатов. В начале 2007 года в новозеландском Окленде Крижан провела в паре с сербкой Еленой Янкович последнюю игру в карьере.
После окончания выступлений Тина Крижан начала сотрудничать со словенским телевидением как спортивный комментатор. Ходившие слухи о планируемом сотрудничестве с Янкович уже в качестве тренера она опровергла. В 2011 году Тина, закончившая в 2004 году университет со степенью по немецкому языку, заняла пост директора по маркетингу Британской торговой палаты в Словении (BCCS)

## Участие в турнирах WTA в парном разряде за карьеру (20)
| Легенда                    |
| Большой шлем (0)           |
| Итоговый чемпионат WTA (0) |
| I категория WTA (1)        |
| II категория WTA (1)       |
| III категория WTA (7)      |
| IV категория (10)          |
| V категория (1)            |

### Победы (6)
| №  | Дата        | Турнир                        | Покрытие | Партнёр            | Соперницы в финале                     | Счёт в финале |
| -- | ----------- | ----------------------------- | -------- | ------------------ | -------------------------------------- | ------------- |
| 1. | 2 окт 1995  | Сурабая, Индонезия            | Хард     | Петра Камстра      | Нана Мияги Стефани Рис                 | 2-6, 6-4, 6-1 |
| 2. | 13 апр 1998 | Макарска, Хорватия            | Грунт    | Катарина Среботник | Евгения Куликовская Карин Кшвендт      | 7-63, 6-1     |
| 3. | 12 июл 1999 | Палермо, Италия               | Грунт    | Катарина Среботник | Соня Джейясилан Оса Свенссон           | 4-6, 6-3, 6-0 |
| 4. | 10 апр 2000 | Оэйраш, Португалия            | Грунт    | Катарина Среботник | Кристина Торренс-Валеро Аманда Хопманс | 6-0, 7-69     |
| 5. | 10 сен 2001 | Ваиколоа-Виллидж, Гавайи, США | Хард     | Катарина Среботник | Элс Калленс Николь Пратт               | 6-2, 6-3      |
| 6. | 9 янв 2005  | Канберра, Австралия           | Хард     | Татьяна Гарбин     | Габриэла Навратилова Михаэла Паштикова | 7-5, 1-6, 6-4 |

### Поражения (14)
| №   | Дата        | Турнир                           | Покрытие | Партнёр            | Соперницы в финале                   | Счёт в финале |
| --- | ----------- | -------------------------------- | -------- | ------------------ | ------------------------------------ | ------------- |
| 1.  | 7 окт 1996  | Сурабая, Индонезия               | Хард     | Ноэль ван Лоттум   | Керри-Энн Гас Александра Фусаи       | 4-6, 4-6      |
| 2.  | 18 ноя 1996 | Паттайя, Таиланд                 | Хард     | Нана Мияги         | Юка Ёсида Михо Саэки                 | 2-6, 3-6      |
| 3.  | 6 июл 1998  | Мария-Ланковиц, Австрия          | Грунт    | Катарина Среботник | Лаура Монтальво Паола Суарес         | 1-6, 2-6      |
| 4.  | 20 сен 1999 | Люксембург                       | Ковёр    | Катарина Среботник | Каролин Вис Ирина Спырля             | 1-6, 2-6      |
| 5.  | 25 окт 1999 | Линц, Австрия                    | Ковёр    | Лариса Нейланд     | Каролин Вис Ирина Спырля             | 4-6, 3-6      |
| 6.  | 1 мая 2000  | Открытый чемпионат Хорватии, Бол | Грунт    | Катарина Среботник | Жюли Алар-Декюжи Корина Морариу      | 2-6, 2-6      |
| 7.  | 9 окт 2000  | Открытый чемпионат Японии, Токио | Хард     | Катарина Среботник | Жюли Алар-Декюжи Корина Морариу      | 1-6, 2-6      |
| 8.  | 13 ноя 2000 | Паттайя (2)                      | Хард     | Катарина Среботник | Яюк Басуки Каролин Вис               | 3-6, 3-6      |
| 9.  | 9 апр 2001  | Оэйраш, Португалия               | Грунт    | Катарина Среботник | Квета Грдличкова Барбара Риттнер     | 6-3, 5-7, 1-6 |
| 10. | 13 авг 2001 | Торонто, Канада                  | Хард     | Катарина Среботник | Кимберли По Николь Пратт             | 3-6, 1-6      |
| 11. | 18 фев 2002 | Богота, Колумбия                 | Грунт    | Катарина Среботник | Вирхиния Руано Паскуаль Паола Суарес | 2-6, 1-6      |
| 12. | 25 фев 2002 | Акапулько, Мексика               | Грунт    | Катарина Среботник | Вирхиния Руано Паскуаль Паола Суарес | 5-7, 1-6      |
| 13. | 17 фев 2003 | Богота (2)                       | Грунт    | Татьяна Перебийнис | Оса Свенссон Катарина Среботник      | 2-6, 1-6      |
| 14. | 17 мая 2004 | Страсбург, Франция               | Грунт    | Катарина Среботник | Лиза Макши Милагрос Секера           | 4-6, 1-6      |